# Une femme à sa fenêtre
Une femme à sa fenêtre (bra: Uma Mulher na Janela) é um filme ítalo-teuto-francês de 1976, do gênero drama, dirigido por Pierre Granier-Deferre, baseado no romance homônimo de Pierre Drieu La Rochelle, adaptado por Jorge Semprún e Pierre Granier-Deferre.

## Sinopse
Mulher reencontra antigo amor depois de muitos anos e está disposta a tudo para não perdê-lo outra vez.

## Elenco
- Romy Schneider.... Margot (Santorini)
- Philippe Noiret.... Raoul Malfosse
- Victor Lanoux.... Michel Boutros
- Umberto Orsini.... Rico (Santori)
- Gastone Moschin.... Primoukis
- Delia Boccardo.... Dora Cooper
- Martine Brochard.... Avghi
- Neli Riga.... Amalia
- Joachim Hansen.... Stahlbaum
- Carl Möhner.... Von Pahlen
- Vassilis Kolovos.... Andréas

## Principais prêmios e indicações
| Prêmio                     | Categoria     | Recipiente     | Resultado |
| -------------------------- | ------------- | -------------- | --------- |
| Prêmio César 1977 (França) | Melhor atriz  | Romy Schneider | Indicada  |
| Prêmio César 1977 (França) | Melhor edição | Jean Ravel     | Indicado  |